# مسجد اخسانيه
مسجد الإحسانية (بالاندونيسية: Masjid Al Ihsaniyyah) المعروف باسم مسجد الحجر، هو أقدم مسجد في مدينة جمبي الواقعة في مقاطعة جمبي، يقع المسجد مقابل مركز المدينة، هو قريب من نهر باتانغ هاري، وتحديدا في منطقة جنوب خليج بحيرة جمبي.

## التاريخ
بني المسجد في عام 1880 من قبل رجل يدعى السيد حبيب ادروس بن حسن، كان سيد ادروس هو الملك الذي حكم المنطقة في العقد الأخير من القرن التاسع عشر الميلادي، المسجد بني ليكون مكانا لعبادة الناس في جميع أنحاء مدينة جمبي، المجتمع جمبي أصبحوا منذ ذلك الحين يستخدمونه كمكان للعبادة والأنشطة الاجتماعية الأخرى.

## سمة
بناء المسجد مليئ بأنواع مختلفة من الخط العربي الزخرفي، المنبر الأصلي يقف بشموخ على الجانب الأيمن من قاعة الصلاة، الملامح البارزة لمسجد اخسانيه هو في عدد النوافذ الموجودة على جنبات المسجد، وقد تم تركيب النوافذ في شكل أزواج حول المسجد، ركبت النوافذ على الجدران.

## توسيع المسجد
في السنوات الأولى من القرن العشرين الميلادي، أصبح وضع الإسلام في جمبي يأخذ وضع الازدهار، وهذا يتماشى مع تقدم التعليم الإسلامي في جمبي والتي تمثلت في إنشاء المدارس الإسلامية الداخلية الأربعة الكبرى، والمدارس الإسلامية الداخلية نور الإيمان، ومدرسة جهريان، ومدرسة ميزان الإسلام، هذه الظروف كانت عامل لتبلور الوعي الإسلامي، وقدم إلى مدينة جمبي كثير من الناس من مناطق مختلفة للتعلم، هذا الوضع بالطبع يؤثر على مسجد اخسانيه، وأصبح المسجد لم يعد قادر على استيعاب المصلين الذين يواصلون القدوم اليه خاصة في صلاة الجمعة، لكن قادة المجتمع عقدوا مناقشة وتمت الموافقة على تجديد المسجد، ووافق على تمويل بناء المسجد، التي تم من خلاله جمع الصدقات من الجمعيات الخيرية، وقد وصلت الأموال المجمعة في نهاية المطاف لما يكفي لتوسيع المسجد، كان ذلك في عام 1935 .
في ذلك الوقت كانت اندونيسيا تخضع تحت ظل الحكم الاستعماري الهولندي، فقر قادة المجتمع طلب الإذن من الهولنديين، وقدم الالتماس إلى توسعت المسجد من الحكومة الهولندية في ادنبره، وفي عام 1937 قرر المستعمرون الهولنديون تولى بناء المساجد، وتولى الهولنديون الاستعماريون الأموال التي جمعها قادة المجتمع المدني كاملة، وتم في نهاية المطاف توسيع المسجد بالإضافة إلى اصنع سياج حول المسجد.

## معرض

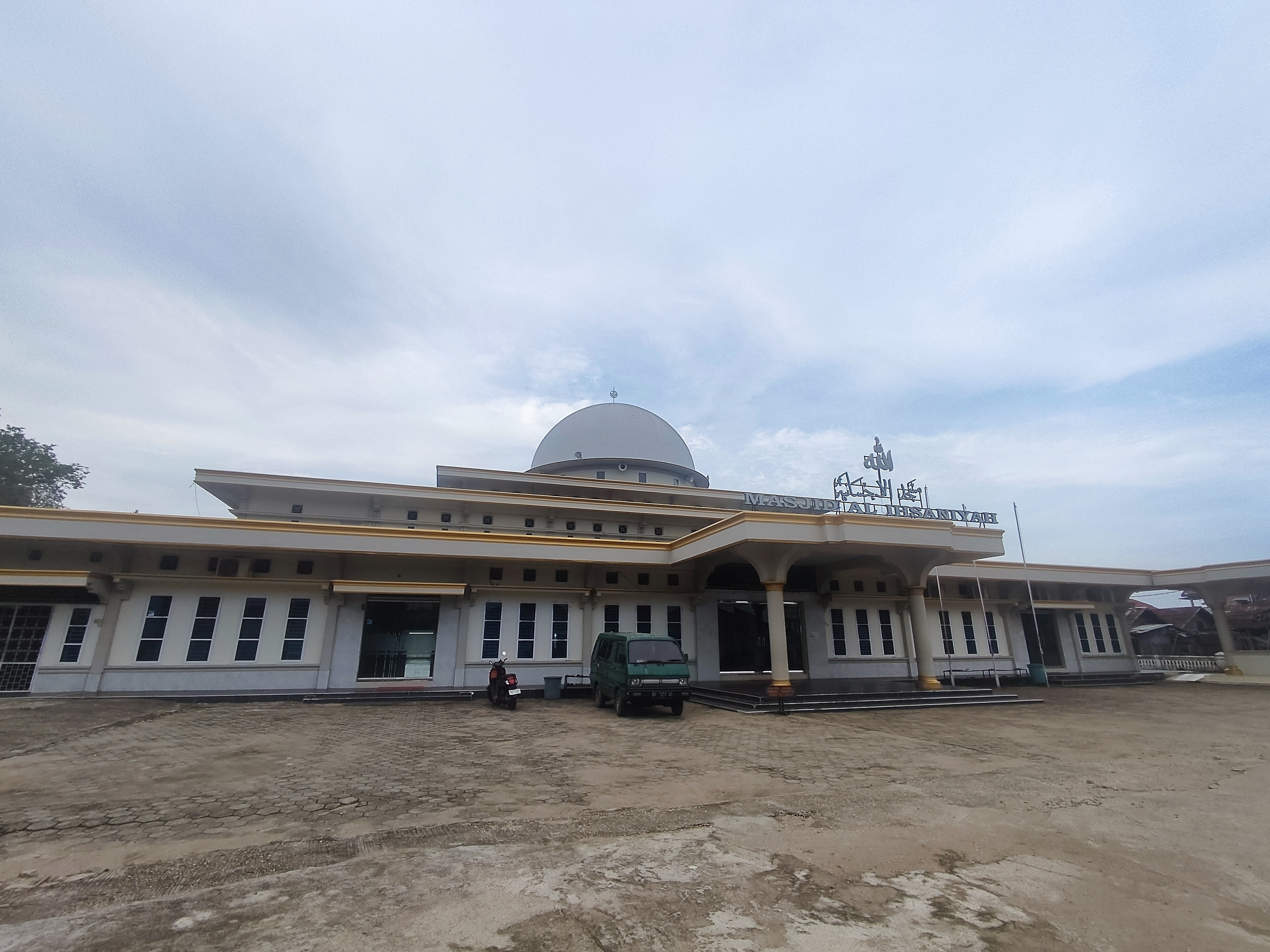
مسجد الإحسانية (2024)